# Nao Shirahase
Nao Shirahase (30 gennaio 2008) è una nuotatrice artistica giapponese.

## Palmarès
- Mondiali

Singapore 2025: argento nella gara a squadre (programma libero).
- Mondiali giovanili:

Lima 2024: argento nella gara a squadre (programma libero) e nella gara a squadre (programma tecnico).

### Coppa del Mondo
- 7 podi:
  - 5 secondi posti (5 nella gara a squadre)
  - 2 terzi posti (2 nella gara a squadre)